# Тайсън Бекфорд
Тайсън Бекфорд (на английски: Tyson Beckford) е американски модел и актьор, повече познат като модел на Ралф Лоран. От 2008 г. е водещ на предаването „Направи ме супермодел“ по американския телевизионен канал Bravo.

## Биография
Тайсън Бекфорд е роден на 19 декември 1970 г. в Ню Йорк, САЩ. Бащата на Бекфорд е ямаец от панамски произход, а майка му е ямайка от китайски произход. Той е израснал в Рочестър, Ню Йорк и е учил в средно училище „Бей Трейл“, което се намира в близост до Пенфийлд, Ню Йорк. След това, завършва гимназия „Пийтсфорд Мендън“, в богатите предградия на Пийтсфорд, като участва в програмата за урбанизация и субурбанизация – програма предназначена за урбанизираните младежи, която им предлага възможност за образование в областните субурбанизирани училища. Бекфорд е участвал във футболния отбор на гимназията, в която е учил, както и в отбора по трек. Той е, също така, братовчед на баскетболния нападател на Лос Анджелис Лейкърс Рон Артест.
През 1992 г., Тайсън е нает в хип-хоп списанието The Source, от търсача на таланти Джеф Джоунс, който „открива“ Бекфорд в Ню Йорк. През 1993 г., Бекфорд е назначен от Ралф Лорън, като главен модел на компанията за линията от мъжки спортни облекла – Polo.

## Кариера
Бекфорд е обявен за „Мъж на годината“ през 1995 г., от музикалния канал VH1 и за един от „50-те най-хубави хора в света“ от списание People. Той е представител на Nous Model Management в Лос Анджелис и Independent Models в Лондон, Англия. Класиран е на 38-о място в класацията 40-те най-горещи хора на 90-те (40 Hottest Hotties of the '90s) по VH1.
През 2003 г., участва в реалити шоуто за известни личности Аз съм известна личност... Измъкнете ме от тук!. През септември 2008 г., той подкрепя Националната кампания против домашното насилие RESPECT!, като записва гласово съобщение за сайта Giverespect.org, в което говори за това колко е важно уважението към другите.
От 2008 г. Бекфорд е съводещ на конкурса Направи ме супермодел! по телевизионния канал Bravo, заедно с другата водеща – супермодела Ники Тейлър.
Бекфорд е член на журито и ментор на състезателите в първите няколко епизода на австралийската версия на предаването Направи ме супермодел!, създадено от модела Дженифър Хаукинс, която притежава титлата Мис Вселена.

## Личен живот
На 7 юни 2005 г., Бекфорд е ранен след автомобилна катастрофа в Сийкоукъс, Ню Джърси. Малко преди 5:00 ч. сутринта, загубва контрол над своя Dodge Ram SRT-10 2004 и се блъска в стълб. Превозното средство започва да гори веднага след сблъсъка, но Бекфорд успява да излезе, преди червеният пикап да бъде напълно погълнат от пламъци. Той е откаран в медицинския център в Ню Джърси и хоспитализиран, заради травма на главата и наранявания. По време на интервю в Шоуто на Опра Уинфри, казва че инцидентът е имал дълбок ефект върху неговата духовност.
Бекфорд има 10-годишен син, на име Джордан, от дизайнерката Ейприл Румет, с която е имал връзка.

## Филмография
- Boricua's Bond (2000)
- Zoolander / „Зулендър“ (2001)
- Shottas (2002)
- Pandora's Box / „Кутията на Пандора“ (2002)
- Gully (2002)
- Biker Boyz / „Бързи момчета“ (2003)
- Searching for Bobby D / „В търсене на Боби Ди“ (2004)
- Gas / „Газ“ (2004)
- Into the Blue / „Опасно синьо“ (2005)
- Dream Street (края на 2006, началото на 2007)
- Kings of the Evening / „Крале на нощта“ (2008)
- Hotel California / „Хотел Калифорния“ (2008)

## Телевизия
- Superbikes, себе си
- America's Next Top Model
- Project Runway, гост-съдия
- Queer Eye for the Straight Guy, себе си
- My Wife and Kids
- Make Me a Supermodel, себе си
- I'm a Celebrity... Get Me out of Here!, себе си
- Candy Girls, себе си
- Germany's Next Top Model, гост съдия
- Running Russell Simmons, себе си

## Музикални клипове с участие на Бекфорд
- Тони Бракстън – „Breathe Again“
- Тони Бракстън – „Unbreak My Heart“
- Рейкуон – „Ice Cream“
- Фифти Сент – „21 Questions“
- Триша Ковингтън – „Slow Down“
- Бритни Спиърс – „Toxic“
- Лудакрис – „Act A Fool“
- Адина Хауард – „My Up and Down“
- Cam'ron – „Horse and Carriage“
- SWV – „Anything“
- Риан Бенсън – „Say How I Feel“
- Пет Шоп Бойс – „Go West“
- Sun aka Geisha – „China Wine“
- The Notorious B.I.G. – „One More Chance“
- Райън Лесли – „How It Was Supposed To Be“
- DJ Khaled – „Go Hard“
- Mia X – „Whatcha Gonna Do“
- Лутър Кембъл – „Raise the Roof“